# Damien Duffau
Pas d'image ? Cliquez ici

a Compétitions nationales et continentales officielles uniquement.

Dernière mise à jour le 2 février 2024.
Damien Duffau, né le 31 août 1982 à Toulouse, est un joueur de rugby à XV français qui évolue au poste d'arrière (1,82 m pour 88 kg).

## Carrière
Après être passé par Montauban, Blagnac et Colomiers, Damien Duffau rejoint le FC Auch en 2009. Il arrête sa carrière de joueur en 2012.

## Palmarès
- 2006 : Champion de Pro D2 avec le Montauban TGXV